# غلين كلوز
غلين كلوز (بالإنجليزية: Glenn Close)‏ (مواليد 19 مارس 1947) هي ممثلة ومغنية ومنتجة أفلام أمريكية. وامتدت مسيرتها على مدى 40 عاما، وشهد لها النقاد لها بإجادة الأدوار المتنوعة وتُعد إحدى أرقى الممثلات من جيلها.
بدأت كلوز مسيرتها على المسرح في عام 1974 في مسرحية «الحب من أجل الحب»، وكانت أغلب أعمالها على مسارح نيويورك خلال السبعينات وأوائل الثمانينات، وظهرت في المسرحيات العادية والموسيقية، بما فيها مسرحية «بارنوم» على برودواي في عام 1980 والشيء الحقيقي في عام 1983، التي فازت عنها بجائزة توني لأفضل ممثلة في مسرحية. وكان فيلمها الأول هو «العالم وفقا لغارب» (1982)، وتابعتها بأدوار ثانوية في أفلام البرد الكبير (1983)، «الطبيعي» (1984)؛ وترشحت في الثلاثة لجائزة الأوسكار لأفضل ممثلة مساعدة. وتلقت لاحقا ترشيحات لجائزة الأوسكار لأفضل ممثلة عن أدائها في فيلم جاذبية قاتلة (1987)، العلاقات الخطرة (1988) وألبرت نوبس (2011). وربحت جائزتي توني أخريين في تسعينات القرن الماضي، عن «الموت والعذراء» في عام 1992 و«سانسيت بوليفارد» في عام 1995، في حين فازت بجائزة إيمي عن الفيلم التلفزيوني «الخدمة في صمت: قصة مارغريث كاميرماير» عام 1995.
لعبت كلوز دور البطولة بدور إليانور آكيتيان في الفيلم التلفزيوني «الأسد في الشتاء» عام 2003، وحصلت منه على جائزة غولدن غلوب. في عام 2005 لعبت دور البطولة في المسلسل الدرامي «الدرع». ومن عام 2007 إلى 2012، لعبت دور باتي هيوز في مسلسل الدراما «الأضرار» على محطة إف إكس، وهو الدور الذي فازت عنه بجائزة غولدن غلوب وجائزتي إيمي. وقد أدت صوت شخصية مونا سيمبسون في المسلسل الكوميدي عائلة سيمبسون منذ عام 1995. وعادت إلى برودواي في نوفمبر 2014، في إحياء لمسرحية «التوازن الدقيق» بقلم إدوارد ألبي. وتشمل أفلامها الأخرى جاغد إدج (1985) هاملت (1990) انعكاس الحظ (1990) 101 مرقش (1996) باراديس رود (1997) إير فورس وان (1997) وكوكيز فورتشن (1999)، حراس المجرة (2014) والفتاة ذات كل المواهب (2016).
ترشحت كلوز لجائزة الأوسكار ستة مرات، وهي تشارك الرقم القياسي لممثلة بعدد الترشيحات ولم تفز (مع ديبورا كير وثيلما ريتر). وحتى عام 2017، فهي تحمل أكبر عدد من الترشيحات للأوسكار دون فوز أكثر من أي ممثل حي آخر. بالإضافة إلى ذلك، تم ترشيحها لأربعة جوائز توني (فازت بثلاثة)، أربعة عشر جائزة إيمي (فازت بثلاثة)، ثلاثة عشر جائزة جولدن جلوب (فازت باثنين)، جائزتي دراما ديسك (فازت بواحدة) وثماني جوائز نقابة ممثلي الشاشة (فازت بواحدة). كما فازت بجائزة أوبي وتم ترشيحها لثلاث جوائز جرامي وبافتا. نالت كلوز نجمة في ممشى المشاهير في هوليوود، وتم إدخالها في قاعة مشاهير المسرح الأمريكي.

## سيرة
ولدت كلوز في 19 مارس 1947 بغرينتش، كونتيكت، وأبوها هو وليم كلوز (1924-2009) والذي كان جراحا أمريكيا وأدار عيادة في الكونغو البلجيكي وكان طبيبا شخصيا لرئيس زائير السابق موبوتو سيسيسيكو والذي لعب دورا رئيسيا في القضاء على فيروس إيبولا في زائير عام 1976.
في 2006 تزوجت كلوز من صديقها لوقت طويل ديفيد إيفانز شو وهما يقيمان في (سكاربورغ، ماين)، سبق للممثلة الزواج من كابوت ويد (1969-1973)، جيمس مارلس (1984-1987)، ولديها ابنة هي آني مود ستارك من علاقة سابقة مع جون ستارك انتهت في 1991.
بدأت كلوز نشاطها الاحترافي في المسرح عام 1974 فيما كان أول أفلامها عام 1982، يذكر لها دورها كامرأة أرستقراطية في فيلم «دانجرز ليسونس» Dangerous Liaisons في 1988، الناشرة الذهانية في «فاتل أتراكشن» Fatal Attraction في 1987، وقد رشحت عن الدورين لجائزة الأوسكار كأفضل ممثلة.
يعرف عن كلوز أنها من المشجعين المتعصبين لفريق نيويورك ميتز، كما تبرعت بأموال لعدد من الحملات الانتخابية للمرشحين الديمقراطين من أمثال هيلاري رودهام كلينتون، هاوارد دين، جون إدواردز وباراك أوباما.
كما يعرف عنها عشقها للكلاب، إضافة لكتابتها عن الموضوع في إحدى المدونات المختصة.

## الترشيحات والجوائز

### الترشيحات لجائزة الاوسكار
- أفضل ممثلة مساعدة عام 1983 عن فيلم The World According to Garp
- أفضل ممثلة مساعدة عام 1984 عن فيلم The Big Chill
- أفضل ممثلة مساعدة عام 1985 عن فيلم The Natural
- أفضل ممثلة رئيسية عام 1988 عن فيلم Fatal Attraction
- أفضل ممثلة رئيسية عام 1989 عن فيلم Dangerous Liaisons

### الترشيحات لجائزة الجولدن جلوب
- أفضل ممثلة في مسلسل تليفزيونى قصير أو فيلم تليفزيونى عام 1985 عن فيلم Something About Amelia
- أفضل ممثلة كوميدية أو أستعراضية عام 1986 عن فيلم Maxie
- أفضل ممثلة درامية عام 1988 عن فيلم Fatal Attraction
- أفضل ممثلة في مسلسل تليفزيونى قصير أو فيلم تليفزيونى عام 1992 عن مسلسل Sarah, Plain and Tall
- أفضل ممثلة في مسلسل تليفزيونى قصير أو فيلم تليفزيونى عام 1996 عن فيلم Serving in Silence: The Margarethe Cammermeyer Story
- أفضل ممثلة كوميدية أو أستعراضية عام 1997 عن فيلم 101 Dalmatians
- أفضل ممثلة في مسلسل تلفزيوني قصير أو فيلم تلفزيوني عام 2005 عن فيلم The Lion in Winter وفازت بها
- أفضل ممثلة درامية في مسلسل تلفزيونى عام 2006 عن مسلسل The Shield
- أفضل ممثلة درامية في مسلسل تلفزيوني عام 2008 عن مسلسل Damages وفازت بها
- أفضل ممثلة درامية في مسلسل تلفزيوني عام 2010 عن مسلسل Damages
- أفضل ممثلة درامية عام 2012 عن فيلم Albert Nobbs

## وصلات خارجية
- غلين كلوز على موقع IMDb (الإنجليزية)
- غلين كلوز على موقع ميتاكريتيك (الإنجليزية)
- غلين كلوز على موقع الموسوعة البريطانية (الإنجليزية)
- غلين كلوز على موقع روتن توميتوز (الإنجليزية)
- غلين كلوز على موقع مونزينجر (الألمانية)
- غلين كلوز على موقع قاعدة بيانات الأفلام العربية
- غلين كلوز على موقع ألو سيني (الفرنسية)
- غلين كلوز على موقع ميوزك برينز (الإنجليزية)
- غلين كلوز على موقع تيرنر كلاسيك موفيز (الإنجليزية)
- غلين كلوز على موقع أول موفي (الإنجليزية)